# Ботанический сад Латвийского университета
Ботанический сад Латвийского университета (латыш. Latvijas Universitātes Botāniskais dārzs) — ботанический сад в городе Рига. Находится по адресу ул. Кандавас 2.
Ботанический сад Латвийского университета основан в 1922 году. Территория 14,8 га. Коллекция Ботанического сада составляет примерно 8300 таксонов, из них 2000 тропических и субтропических растений. Коллекция лечебных растений включает в себя 270 видов растений.
На территории сада установлен ряд скульптур и арт-объектов, в том числе шестиметровая «Девочка с туфлей» из алюминия и дерева (скульптор Айгарс Бикше).
С 2018 года директором Ботанического сада является Улдис Кандратович.